# シンガポール証券取引所
シンガポール証券取引所（シンガポールしょうけんとりひきじょ、英: Singapore Exchange, SGX）は、シンガポール共和国にある金融取引所。有価証券およびデリバティブを取り扱う。
シンガポールはイギリスのシンクタンクZ/Yenグループが発表する世界金融センター指数（Global Financial Centres Index, GFCI）によると2020年9月のGFCI 28で世界第6位の都市で国際金融取引が活発な都市国家である。

## 歴史
1999年12月1日、旧シンガポール証券取引所（SES, Stock Exchange of Singapore）とシンガポール国際金融取引所（SIMEX, Singapore International Monetary Exchange）の 2つの金融商品取引所が合併して誕生した証券取引所である。
2000年11月23日、SGXは、アジア太平洋地域においては初となる証券取引所「株式」を上場させた。SGXは、シンガポール・モルガン・スタンレー・キャピタル・インデックス（Singapore MSCI）及びストレーツ・タイムス指数（ST指数）の採用銘柄となった。
2002年には最初のREIT（不動産投資信託）が上場した。なお、シンガポールのREITは「S-REIT」と呼ばれる。
2006年9月25日、シカゴ商品取引所とSGXの2社でジョイント・ベンチャーとなるアジアン・デリバティブ取引所を創設した 。しかし、2007年11月にCMEグループがSGXにアジアン・デリバティブ株式の50％を売却したことにより、アジアン・デリバティブ取引所で行われていた取引は、SGXに移管されることとなった。
2008年1月31日、SGXはフィリピン・ディーリング・システム・ホールディングス株式の20%を取得したことにより、同社を子会社化した。
2008年6月18日には、中華人民共和国北京市に事務所を開設した。
2010年1月末までに、シンガポール証券取引所には、774社が上場している。
2016年9月26日、ロンドンに本社を置くバルチック海運取引所を買収し、SGXグループの一員とする。

## 取引時間
株式の取引時間は、プレマーケティングの時間が午前8時30分から8時59分と17時から17時05分に設けられている。本格的な取引は現地時間における午前9時から午後0時30分及び午後2時から午後5時までとなっている。
デリバティブの取引時間は、金融商品によってバラバラであるが、7:25～翌日5:15を基本に、途中に中断時間を挟むこともある。

## 日本企業の上場

### 上場する主な日本企業
- 野村ホールディングス
- 村田製作所
- MARUWA

### 上場廃止となった主な日本企業
- コナミ - 2009年10月19日付
- ジークホールディングス

### S-REIT
- ダイワハウス・ロジスティクス・トラスト - 大和ハウス工業がスポンサーのS-REIT。物流施設特化型。
- NTT DC REIT - NTTデータグループがスポンサーのS-REIT。データセンター特化型。

### デリバティブ
日本に関連するデリバティブとしては、日本国債先物、FTSE Japan先物、日経225先物、米ドル・韓国ウォン・オーストラリアドル/日本円の外国為替先物などを扱っている。